# Гончаров Микола Єфремович
Микола Єфремович Гончаров (11 грудня 1925, слобода Томаровка, нині Бєлгородська область, Росія — 24 січня 2025) — радянський журналіст, член спілки письменників Росії та Національної спілки письменників України, літературний критик, прозаїк, публіцист і поет

## Біографія
Народився 11 грудня 1925 року в слободі Томаровка Бєлгородської області РРФСР. У семирічному віці не з волі рідні опинився в землянці в донецькій Горлівці: його батька, робітника шубно-шкіряної артілі незаконно репресували. У Горлівці закінчив семирічку. У сімнадцять років в 1943 р. пішов на фронт. Був рядовим солдатом в стрілецькому полку і розвідником в артполку. У вересні 1944 р. був важко поранений. Після чудесного зцілення в Казахстанської глибинці повернувся в Горлівку.

## Творча праця
Вісім років пропрацював в міській газеті «Кочегарка», всі ці роки Микола Гончаров керував Горлівським літературним об'єднанням.
У 1958—1964 рр.. працював у міжобласному книжковому видавництві «Донбас» головним редактором і директором. Потім став першим начальником Донецького обласного управління з друку, редактором обласних газет «Радянська Донеччина» і «Соціалістичний Донбас». Очолював обласну організацію Спілки журналістів України. Сорок один рік живе і працює в Москві, куди був переведений рішенням Секретаріату ЦК КПРС. Двадцять років працював у газеті «Соціалістична індустрія» в Москві.

## Творчий доробок
«Шахтерская мать», «Оружие поэта», «Поющие пласты», «Горловский бой», «Товарищ министр и господин директор», «Хранители огня»